# Gudvangen
Gudvangen är en by i Aurlands kommun i Vestland fylke i västra Norge. Den ligger längst inne i Nærøyfjorden och längst ned i Nærøydalen. 
Gudvangen är en populär hamn för kryssningsfartyg. På dalens södra sida, rakt ovanför byn finns den höga Kjelforsen. Mineralen anortosit bryts längre upp i dalen och skeppas från Gudvangen. Huvudvägen mellan Oslo och Bergen, Europaväg 16, går genom Gudvangen, Gudvangentunneln är en del av E16 och mynnar just här.
Från Gudvangen går en återvändsväg till byn (grenden) Bakka på västra sidan av Nærøyfjorden. 

## Bilder

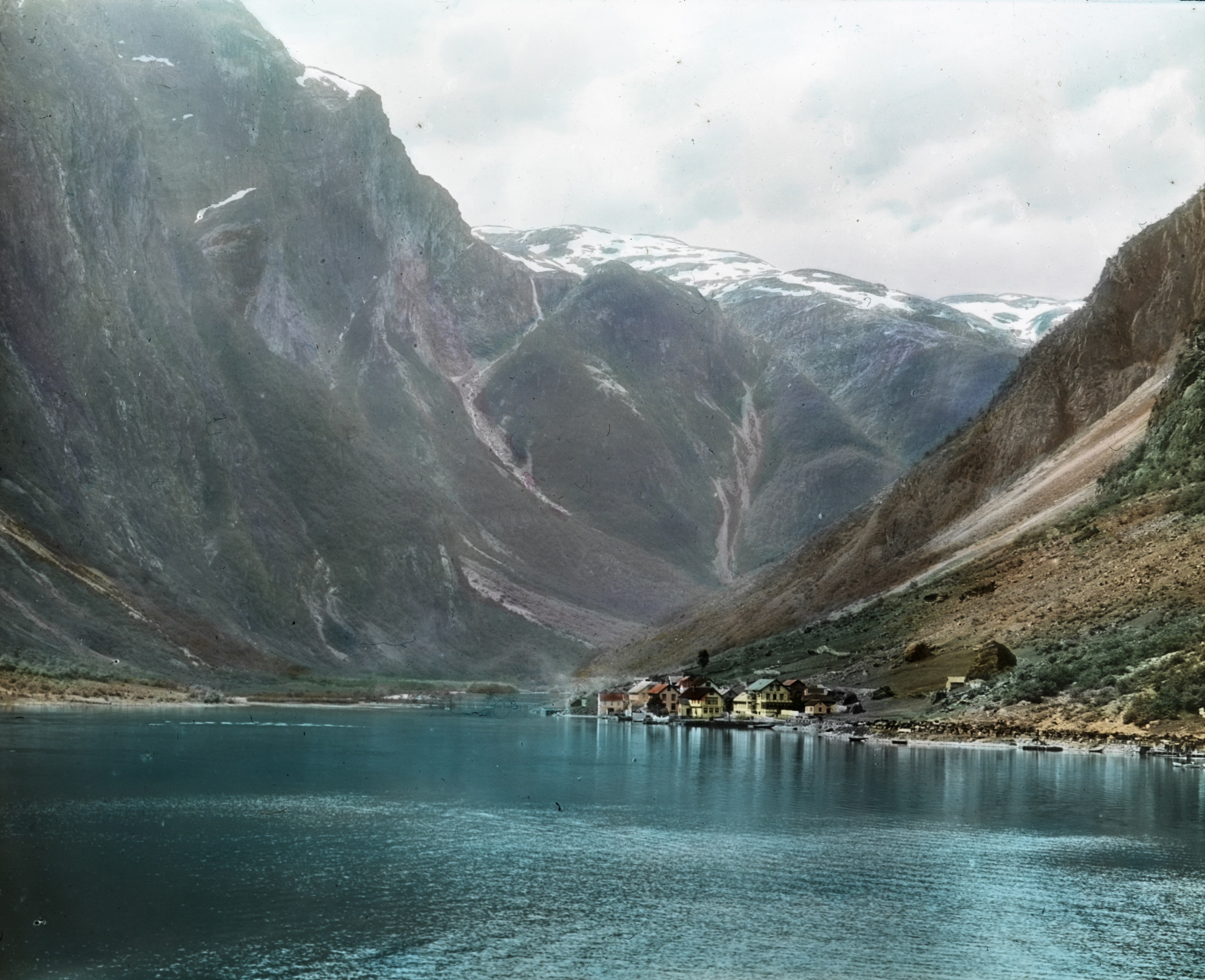
Gudvangen runt 1915.
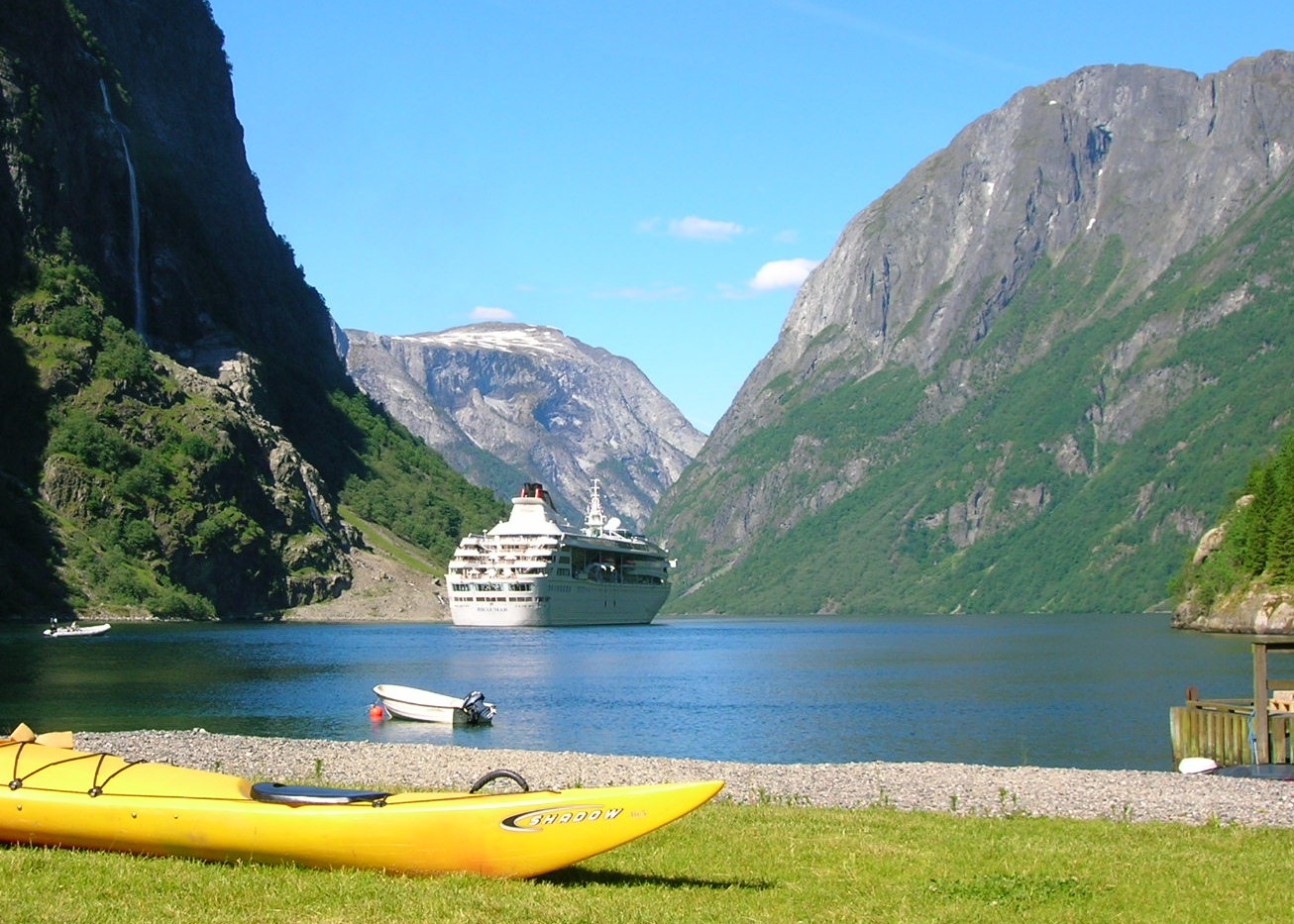
Kryssningsfartyg i Gudvangen.